# 巴尔德拉古纳
巴尔德拉古纳，是西班牙马德里自治区的一个市镇。总面积42平方公里，总人口605人（2001年），人口密度14人/平方公里。